# متروی بیلبائو
متروی بیلبائو (اسپانیایی: Metro de Bilbao‎) سیستم قطار شهری زیرزمینی در بیلبائو، اسپانیا است.
این مترو که در سال ۱۹۹۵ تأسیس شده دارای ۲ خط، ۴۰ ایستگاه و ۴۳.۲۸ کیلومتر طول می‌باشد.

## نگارخانه

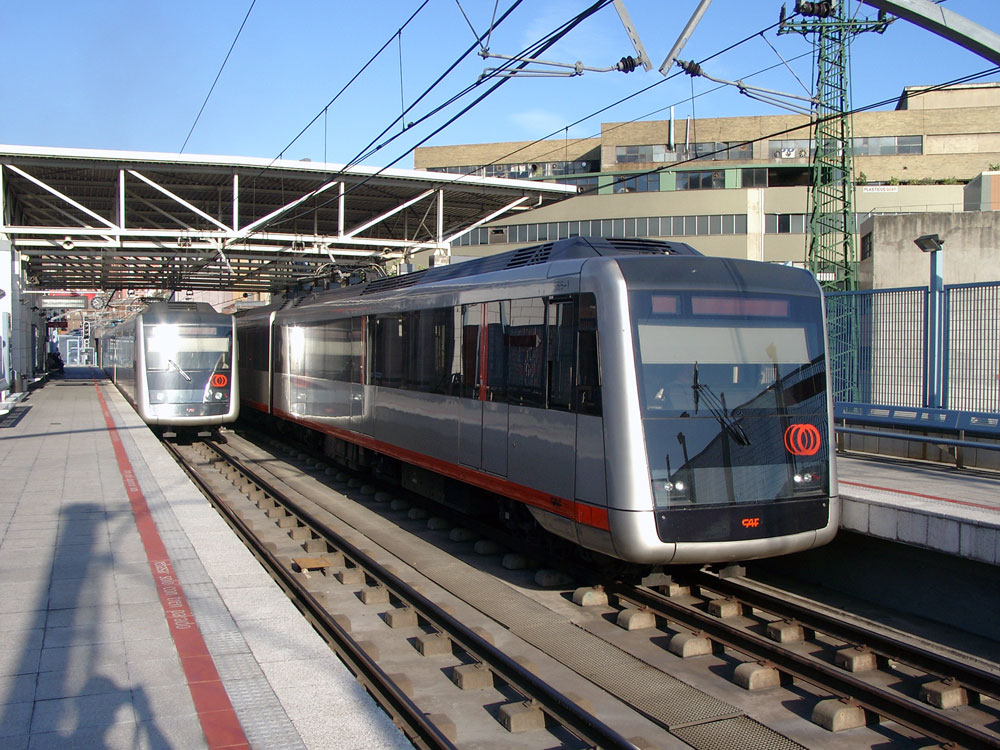
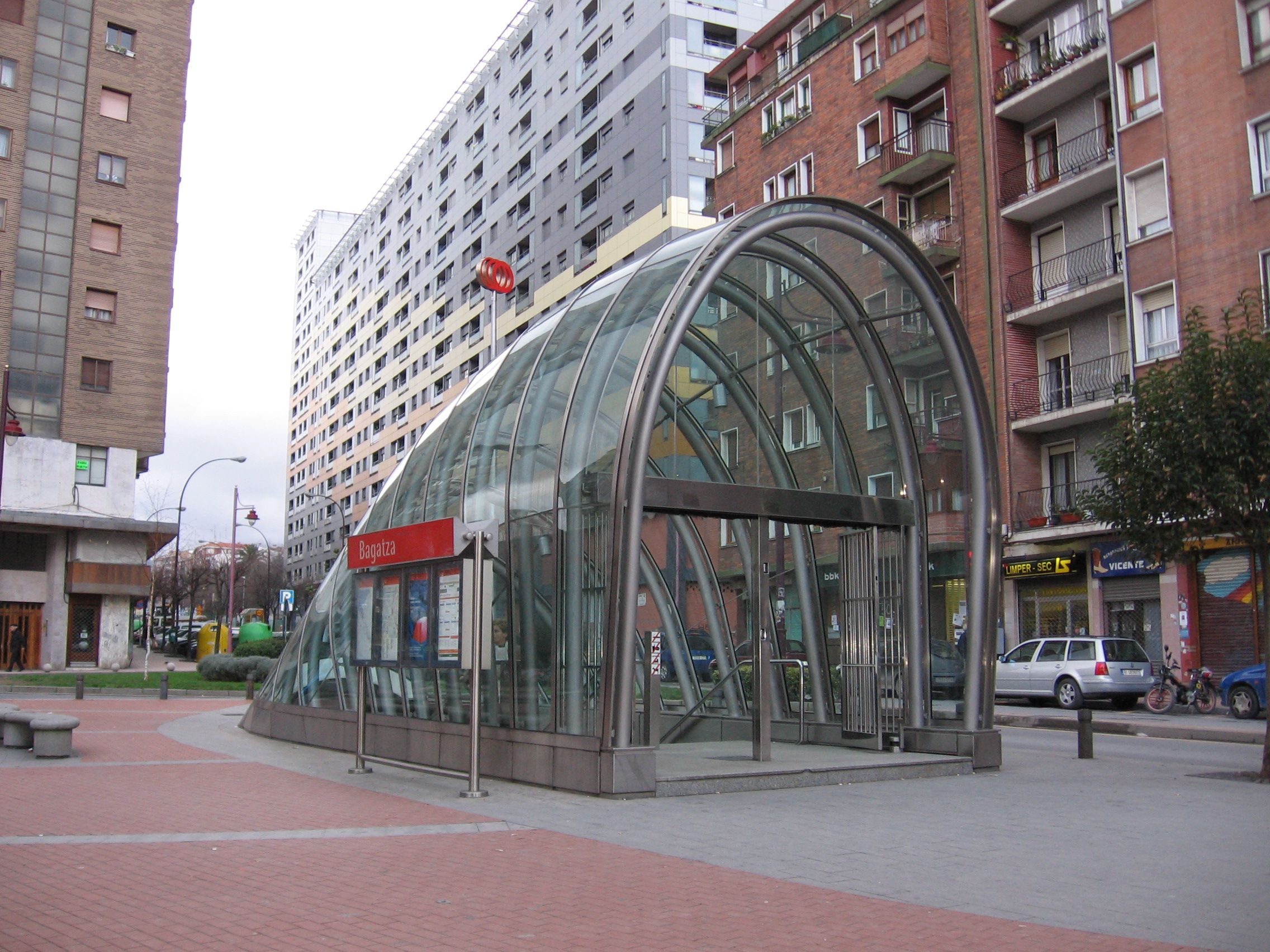
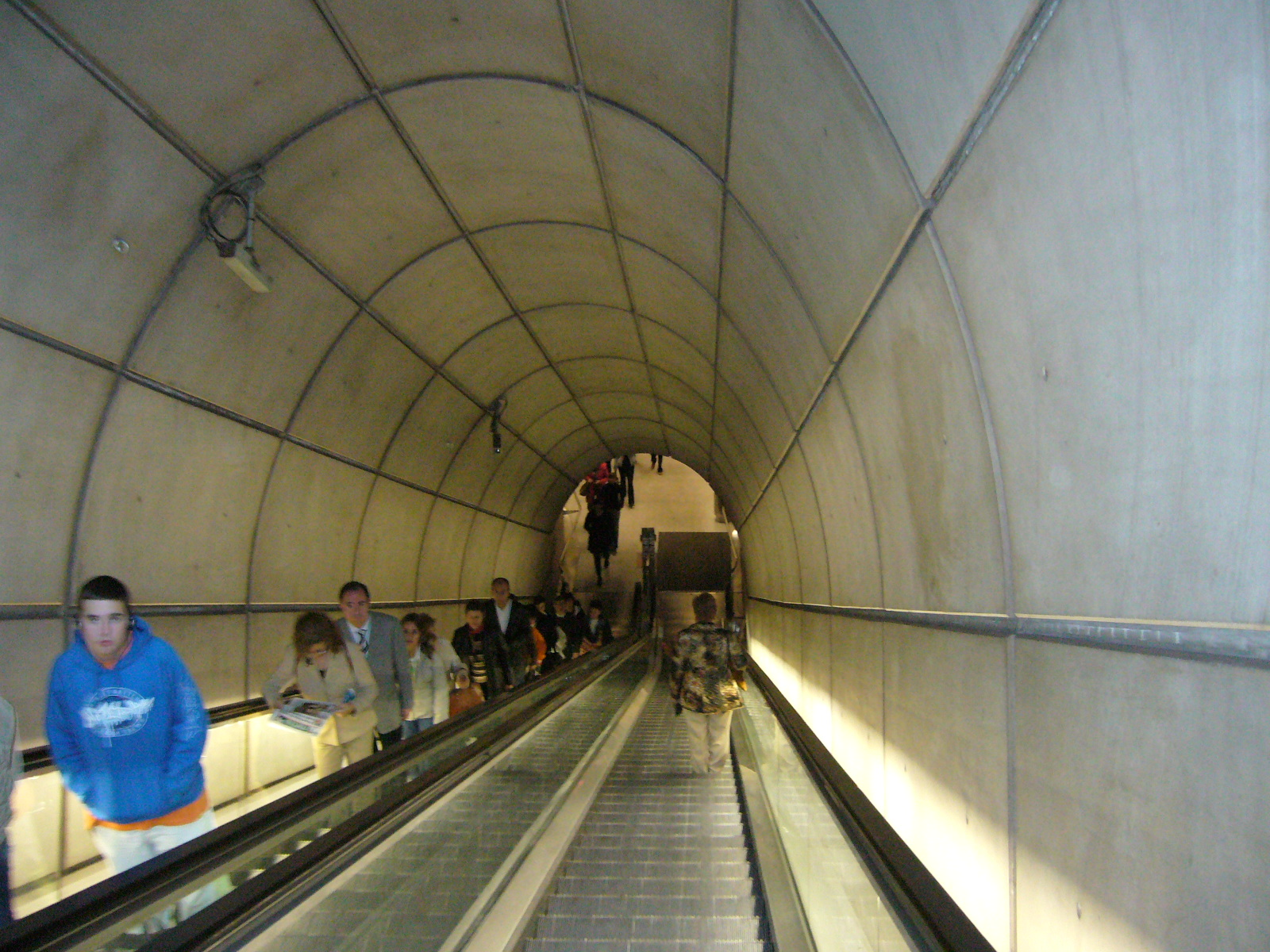
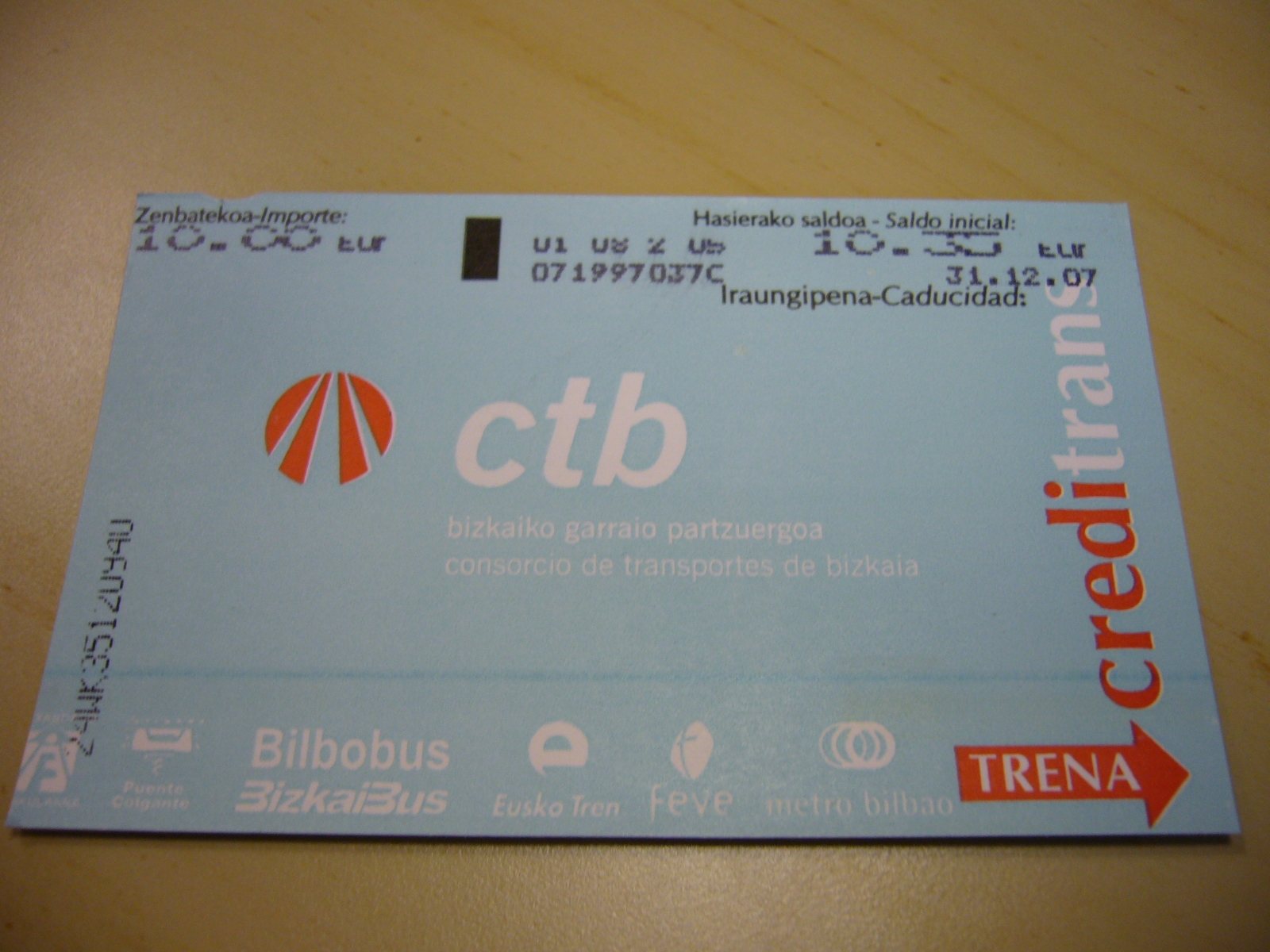
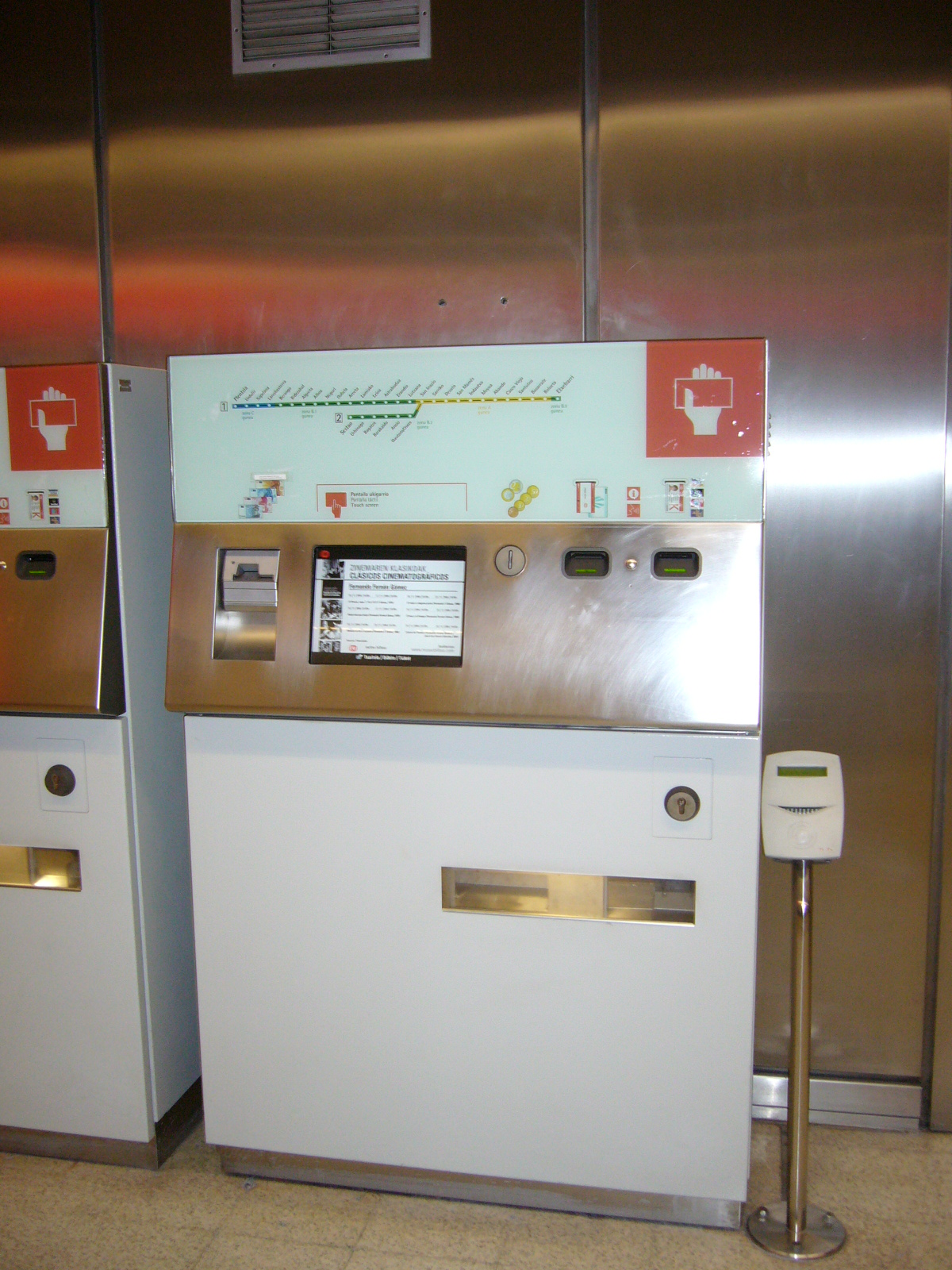
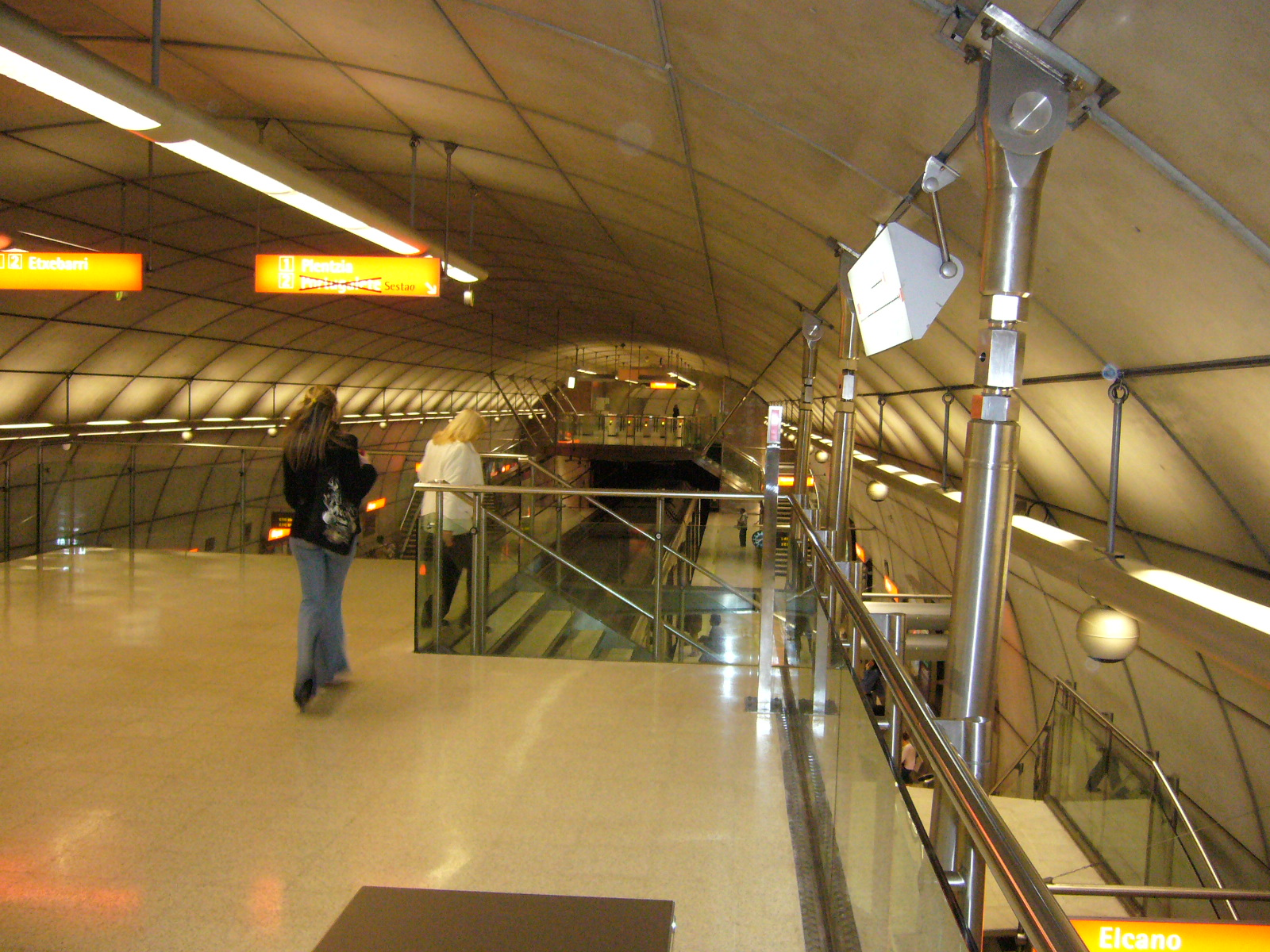
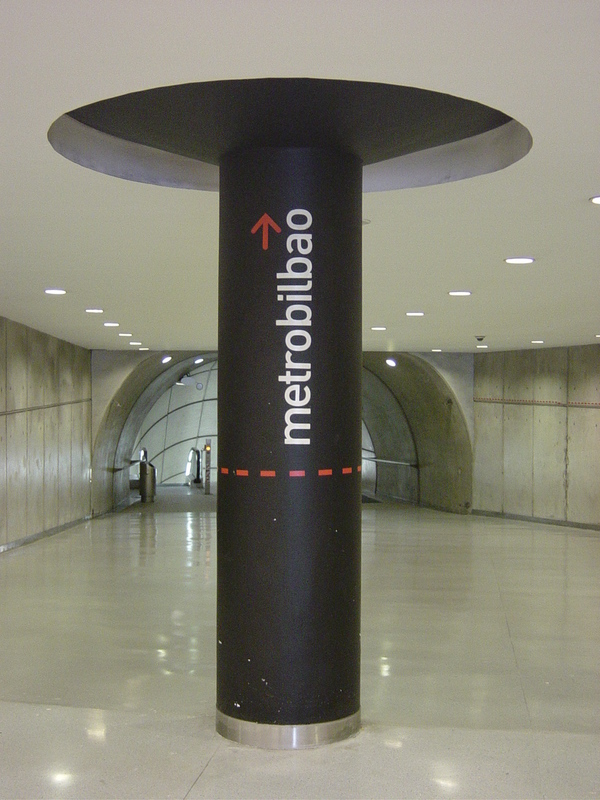
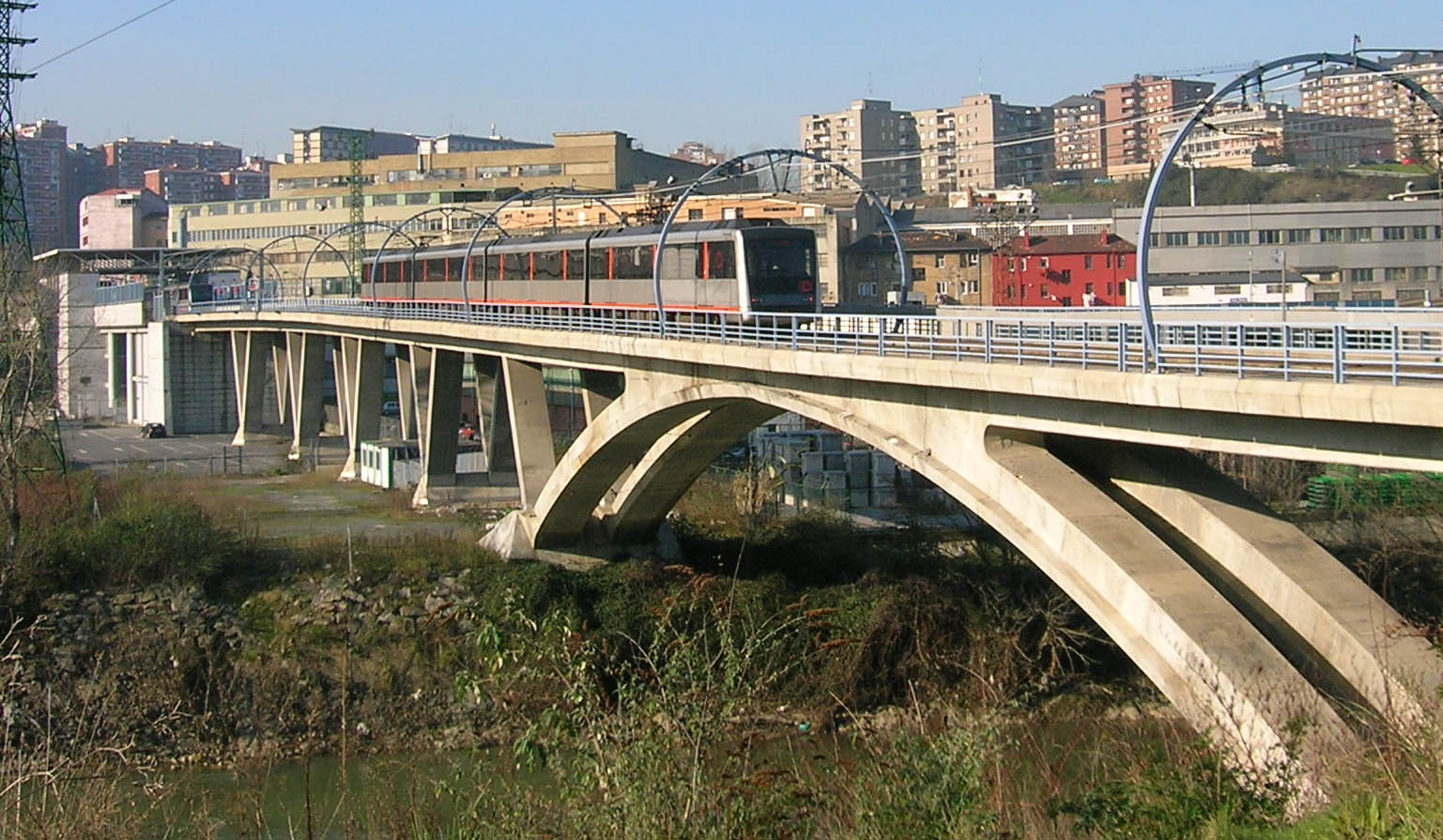
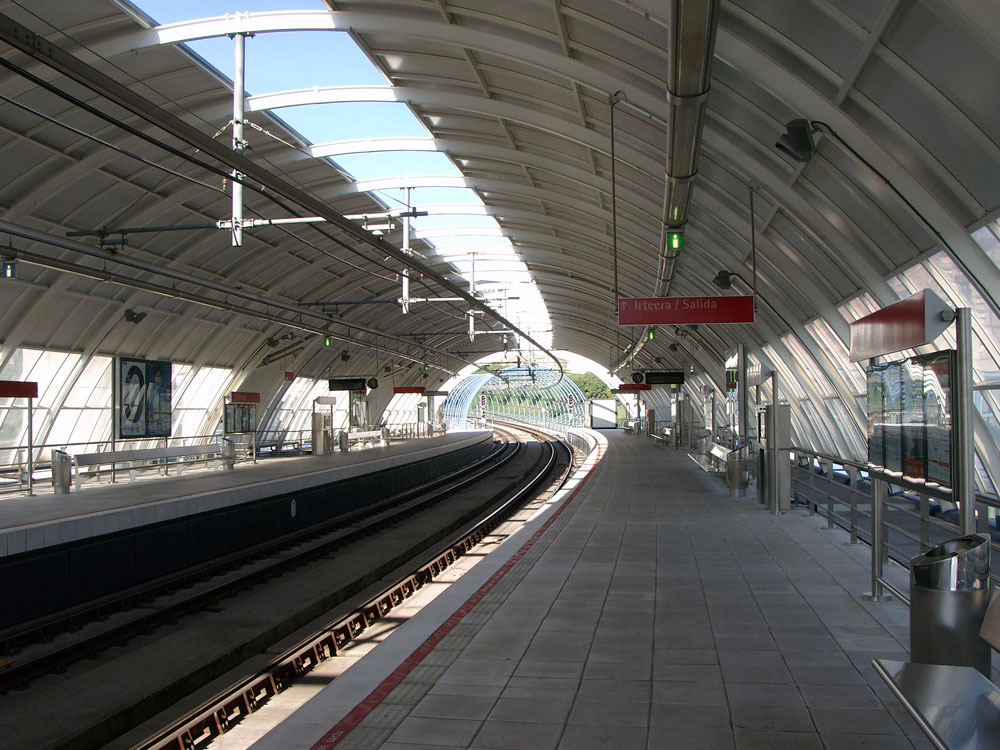
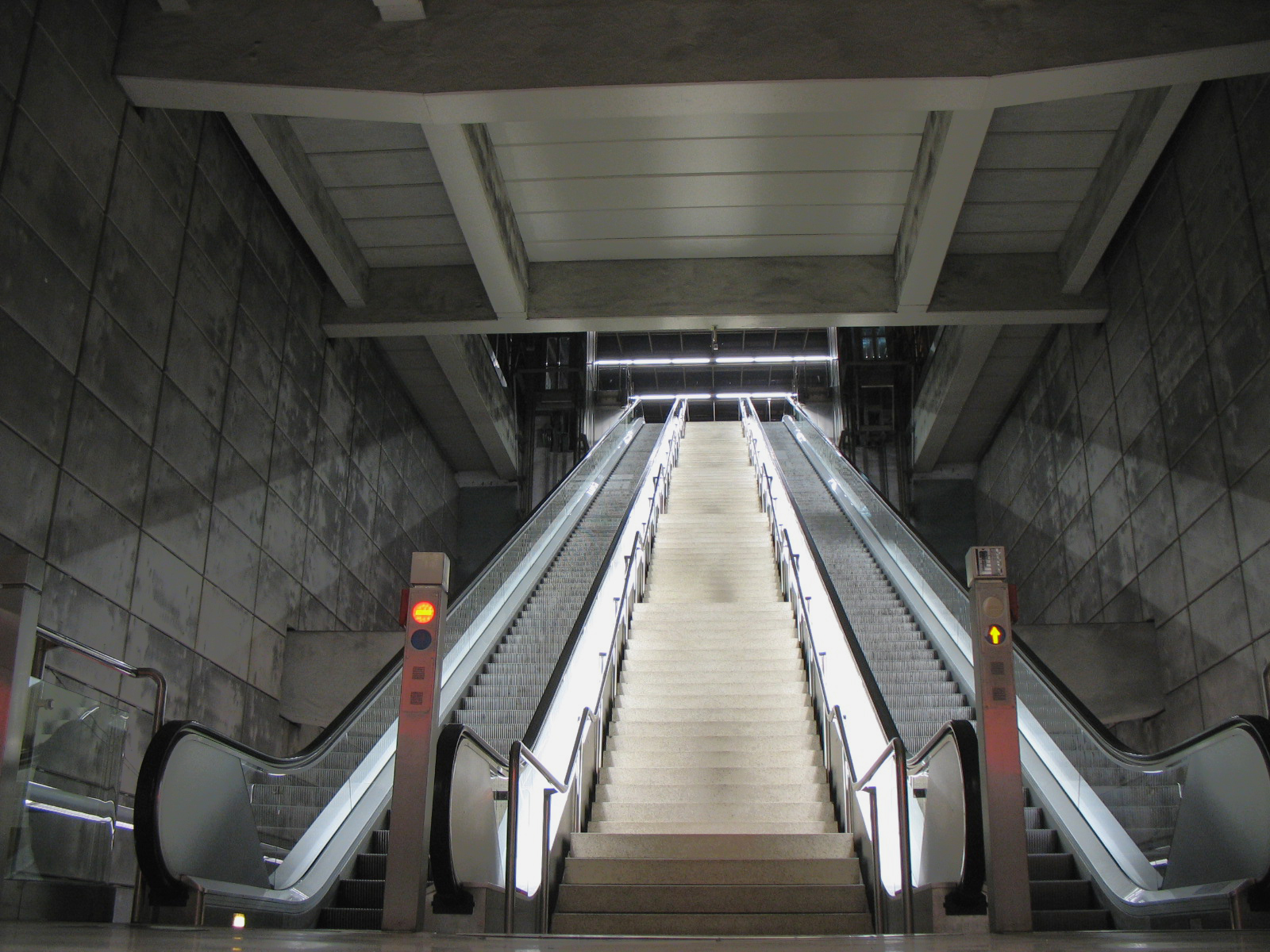
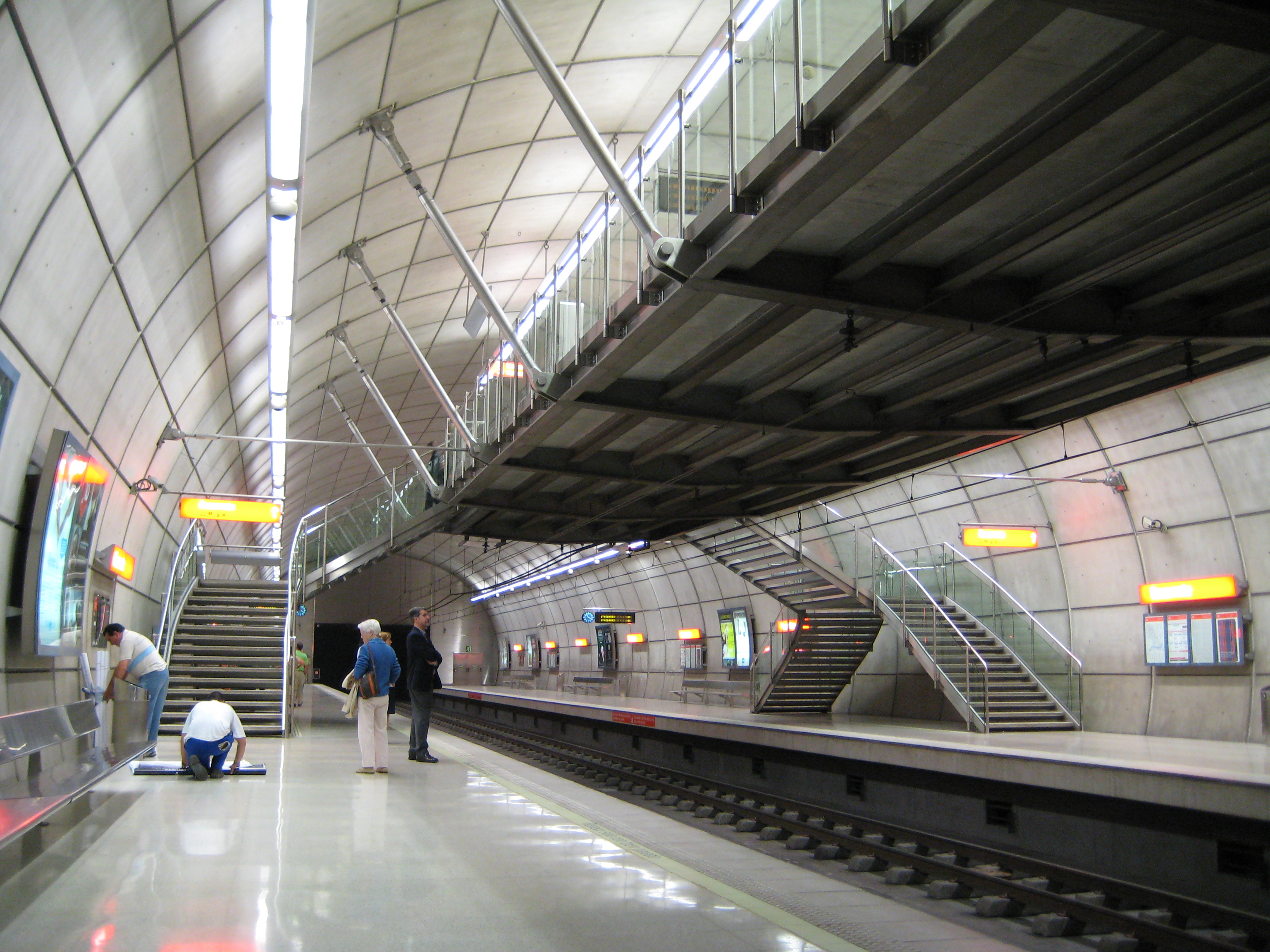